# Han Zhijun
Han Zhijun (Chinees: 韩芝俊) (21 februari 1930) (jiaxiang: Shanxi, Wutai) is de echtgenote van de Chinese communist Hua Guofeng. In 1949 trouwde zij met Hua. Toentertijd was Han Zhijin een legeraanvoerder in de regio Jinzhong. Ze heeft drie kinderen. Zoon Su Hua (苏华) en de twee dochters Su Li (苏莉) en Su Ling (苏玲). In 1975 werd Han hoofd van de politieke sectie van de Chinese lichte industrie. Vijf jaar later ging ze met pensioen.
- Virtual International Authority File: 240035983